# Кладбище Побленоу
Кладбище Побленоу (кат. Cementiri de Poblenou; исп. Cementerio de Pueblo) — историческое кладбище в одноимённом районе Барселоны. Иногда по отношению к кладбищу можно услышать Восточное (Cementiri de l’Est) или Генеральное (Cementiri General) кладбище.
Первое кладбище было открыто на этом месте в 1775 году и располагалось вне города. После разрушения кладбища Наполеоном I в 1813 году, архитектору Антонио Джинези было поручено восстановить его. Новое кладбище было освящено 15 апреля 1819 года. Официально кладбище было открыто в 1898 году епископом Барселоны.
Кладбище состоит из двух больших секций: спереди Джинези создал эгалитарные террасы с погребальными нишами, в то время как сзади есть зона отдельных памятников и мавзолеев, созданных с учетом эстетических вкусов и устремлений богатой буржуазии, торговцев и промышленников города. На третьем, узком участке вдоль южной стены расположены ниши, памятники и братские могилы.
Скульптуру над могилой Хосепа Льоде Солера часто называют самым известным памятником Побленоу. Известная как Поцелуй смерти (кат. El petó de la mort; исп. El beso de la muerte), работа датируется 1930 годом и изображает крылатого скелета, целующего в щеку, по-видимому, безжизненное тело молодого человека. На основании вырезано имя художника Жауме Барба, хотя некоторые считают, что работа является идеей Джоан Фонтберна.